# فرنسيس دي فريس
فرنسيس دي فريس (بالإنجليزية: Francis de Vries)‏ هو لاعب كرة قدم نيوزيلندي في مركز الدفاع، ولد في 28 نوفمبر 1994 في كرايستشرش في نيوزيلندا. لعب مع Flint City Bucks ‏.

## وصلات خارجية
- فرنسيس دي فريس على موقع الدوري الأمريكي (الإنجليزية)
- فرنسيس دي فريس على موقع قاعدة بيانات كرة القدم.إي يو (الإنجليزية)
- فرنسيس دي فريس على موقع ناشيونال فوتبول تيمز (الإنجليزية)
- فرنسيس دي فريس على موقع Soccerway.com (الإنجليزية)